# Adil Schah

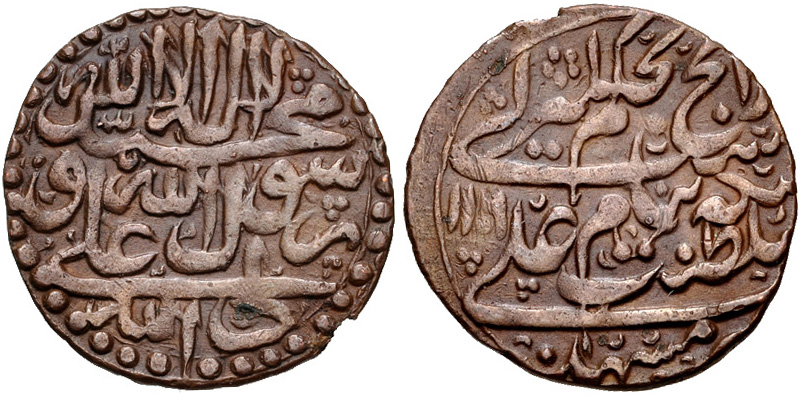
Unter Adil Schah geprägte Münzen

Adil Schah Afschar (auch Adel, persisch عادل شاهافشار‎, eigentlich Ali Qoli Chan; † 20. Mai 1749) war Schah von Persien im Zeitraum von 1747 bis 1748.
Er war der älteste Sohn des Ebrāhim Chans und wurde durch Nader Schah 1737 zum Gouverneur von Maschhad ernannt. Im selben Jahr heiratete er Kethewan – Tochter des georgischen Königs Teimuras II. Drei Jahre später heiratete er die Tochter des Herrschers von Buchara, das kurz vorher erobert worden ist. Er führte mehrere Strafexpeditionen für Nader Schah aus, so 1743 gegen die Jesiden in Kurdistan und 1745 gegen die Karakalpaken und Usbeken in Choresmien.
Nach der Ermordung des Nader Schahs in Fathabad (Chabuschan), erklärte er sich in Maschhad zum neuen Schah und nahm den Namen Adil Schah (Gerechten König) an. Er ermordete Reza Gholi Mirza und Emam Gholi Mirza, die Kinder Nader Schahs und Thronanwärter, wie auch die anderen Nachkommen, verschonte aber Schah Ruch, der zu der Zeit nur 14 Jahre war.
Während seiner Herrschaft lehnten sich viele Stämme auf. So zum Beispiel die Kadscharen, deren Führer Mohammad Hossein Khan die Stadt Astarabad bedrohte. Adil Schah zog gegen ihn, konnte aber nur dessen vierjährigen Sohn Mohammed gefangen nehmen. Bevor er ihn frei ließ, kastrierte er ihn, um einen zukünftigen potenziellen Gegner auszuschalten. Dieses Kind sollte als Aga Mohammed Khan in die iranische Geschichte eingehen.
Während Adil Schahs Herrschaft nutzten die Generäle Nader Schahs ihren militärischen Einfluss, sammelten ihre Truppen und versuchten an die Macht zu gelangen. Der östliche Teil des Reiches wurde so durch den afghanischen General Ahmad Schah Durrani, der damit die Grundlage für das Königreich Afghanistan legte, übernommen.

## Tod
Adil Schahs Herrschaft endete nach weniger als einem Jahr am 29. September 1748. Durch einen Staatsstreich wurde er durch seinen eigenen Bruder Ebrāhim Schah Afschār abgesetzt. Ebrahim ließ ihn blenden und ernannte sich sechs Monate später in Täbris zum neuen Herrscher. Doch im Osten hatte sich Schah Ruch zum neuen Herrscher aufgeschwungen und besiegte Ebrahim. So wurden Adil Schah und Ebrahim nach Maschhad verbracht. Ebrahim starb unterwegs und Adil Schah wurde zu Tode gefoltert.